# Thomas B. Fugate

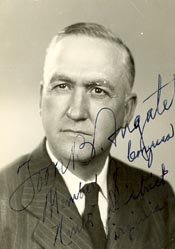
Thomas B. Fugate

Thomas Bacon Fugate (* 10. April 1899 bei Tazewell, Claiborne County, Tennessee; † 22. September 1980 in Ewing, Virginia) war ein US-amerikanischer Politiker. Zwischen 1949 und 1953 vertrat er den Bundesstaat Virginia im US-Repräsentantenhaus.

## Werdegang
Thomas Fugate besuchte die öffentlichen Schulen seiner Heimat. Bis 1917 studierte er an der University of Tennessee in Knoxville. Anschließend setzte er seine Ausbildung bis 1918 an der Lincoln Memorial University in Harrogate fort. Im Jahr 1921 zog er nach Rose Hill in Virginia, wo er im Handel arbeitete. Zwischen 1936 und 1940 war er in Ewing im Eisenwarenhandel tätig. Außerdem arbeitete er in der Landwirtschaft und im Bankgewerbe. Im Jahr 1935 wurde er Präsident der People’s Bank of Ewing. Ein Jahr später wurde er einer der Direktoren der Virginia-Tennessee Farm Bureau Inc.
Ab 1938 war Fugate Präsident der Firma Ewing Live Stock Co. Inc.  Gleichzeitig schlug er als Mitglied der Demokratischen Partei eine politische Laufbahn ein. Von 1928 bis 1930 saß er im Abgeordnetenhaus von Virginia; zwischen 1937 und 1947 gehörte er dem Wohlfahrtsausschuss von Virginia an. Im Juli 1944 war er Delegierter zur Democratic National Convention in Chicago, auf der Präsident Franklin D. Roosevelt für die dritte Wiederwahl nominiert wurde. 1945 gehörte er einer Kommission zur Überarbeitung der Verfassung von Virginia an.
Bei den Kongresswahlen des Jahres 1948 wurde Fugate im neunten Wahlbezirk von Virginia in das US-Repräsentantenhaus in Washington, D.C. gewählt, wo er am 3. Januar 1949 die Nachfolge von John W. Flannagan antrat. Nach einer Wiederwahl konnte er bis zum 3. Januar 1953 zwei Legislaturperioden im Kongress absolvieren. Diese waren von den Ereignissen des Koreakrieges geprägt. Im Jahr 1952 verzichtete er auf eine weitere Kandidatur. Nach dem Ende seiner Zeit im US-Repräsentantenhaus betätigte sich Thomas Fugate als Bankier und Farmer. Er starb am 22. November 1980 in Ewing.